# Spark (XMPP客户端)
Spark是一个开源的、基于XMPP协议的即时通信软件，和Openfire一样用Java编写。
Spark可以和Openfire服务器适配以提供附加的特性，比如从控制台管理Spark的功能、和被称为Fastpath的专有用户支持服务集成，使得用户可以使用Spark客户端与该平台互动。
该软件是跨平台的，适用于Windows、macOS和Linux的安装包可在官方网站获取。

## 历史
该软件之前被称作Jive Communicator，由Jive Software设计，主要理念是轻量级的图像设计和简单的用户界面。之后在2008年，该软件和Openfire一起开源，并捐赠给了Ignite Realtime社区以继续支持之后的改进和开发。

## 特性
Spark基于流行的开源Smack API库，该库也由Ignite Realtime开发。
它有一个用于管理对话的选项卡式界面，快速和完整的历史记录，以及联系人窗口内的搜索功能，这是为拥有许多单位和雇员的组织设计的。
该软件的用户界面带有轻量级的皮肤，选项卡式会话和插件支持，包含单点登录、文件传输功能和隐私列表功能。
其他特性还包括访问最近的和喜欢的联系人的快捷方式，以及群组聊天。
Spark支持SSL/TLS加密，也提供了不留记录即时通讯的选项以实现端到端加密。
尽管设计上是和XMPP服务器协作，Spark也可以和Openfire的Kraken IM Gateway插件集成并提供和其他即时通信网络互联的选项。